# Ленартович, Станислав

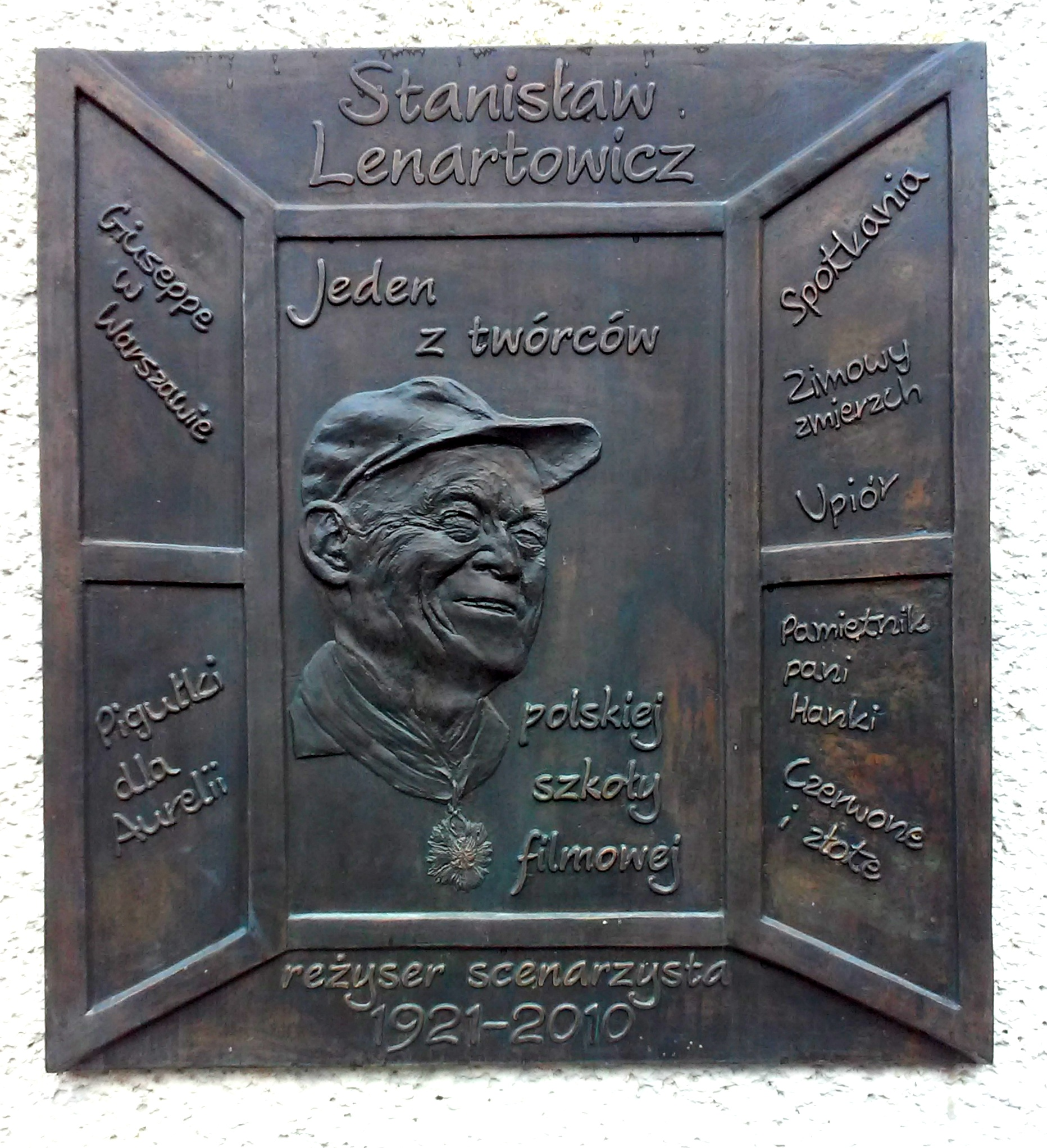
Вроцлав. Памятная доска

Станислав Ленартович (пол. Stanisław Lenartowicz; 7 февраля 1921 — 28 октября 2010, Вроцлав) — польский кинорежиссер и сценарист. Один из создателей польской школы кино.

## Биография
Сын железнодорожника. До 1944 жил и учился в Ландварово близ Вильнюса.
Участник Второй мировой войны. Сражался с фашистами в рядах подпольной Армии Крайовой. С августа 1944 до января 1946 находился в СССР в трудовом лагере в Калуге. Затем был репатриирован в Польшу.
В 1950—1953 обучался на режиссерском факультете Киношколы в Лодзи. Позже окончил филологический факультет Вроцлавского университета.
С 1952 в кино. Работал на лодзинской студии документальных фильмов до 1954, затем перешел на студию художественных фильмов во Вроцлаве (1956—1983). В 1989—1991 — член Комитета по кинематографии ПНР.

## Награды
- Золотой Крест Заслуги (1959)
- Золотая Медаль «За заслуги в культуре Gloria Artis» (2008)
- Премия города Вроцлава (1959)
- Обладатель ряда кинопремий как в Польше, так и за рубежом.

## Избранная фильмография
- 1993: Obrazki z wystawy (телевизионный)
- 1991: Herkules i stajnia Augiasza (телевизионный)
- 1983: Жаль твоих слёз / Szkoda twoich lez
- 1979: Strachy
- 1976: Za rok, za dzień, za chwilę…
- 1975: Żelazna obroża
- 1974: To ja zabiłem
- 1972: Opętanie
- 1971: Nos
- 1971: Aktorka
- 1970: Martwa fala
- 1969: Czerwone i złote
- 1967: Zabijaka
- 1967: Упырь / Upiór
- 1967: Почтмейстер / Poczmistrz
- 1967: Fatalista
- 1966: Полный вперед / Cała naprzód
- 1964: Итальянец в Варшаве / Giuseppe w Warszawie
- 1963: Дневник пани Ганки  / Pamiętnik pani Hanki
- 1961: Нефть / Nafta
- 1959: Увидимся в воскресенье / Zobaczymy się w niedzielę
- 1958: Пилюли для Аурелии / Pigułki dla Aurelii
- 1957: Встречи / Spotkania
- 1956: Зимние сумерки / Zimowy zmierzch
- 1955: Nowela kolarska (новелла Три старта /  Trzy starty)
- 1954: Ratujemy dzieła sztuki (документальный)
- 1953: Miniatury Kodeksu Behema (документальный)
- 1952: Czy wiecie, że… (документальный)
- 1952: Dur brzuszny (документальный)
- 1952: Zbiór i suszenie tytoniu (документальный)
- 1950: Dzieci trudne (документальный)